# Нафтогазовий сепаратор

Сепараційна нафто-газова установка.

Нафтогазовий сепаратор (рос. нефтегазовый сепаратор, англ. oil and gas separator, нім. Erdöl- und Erdgas-Separator m) — апарат, призначений для відокремлення нафтового газу від нафти на нафтовому промислі.

## Класифікація
Н.с. розрізняються геометричною формою (циліндрична, сферична) і положенням у просторі (вертикальні, горизонтальні), характером вияву осн. сил (гравітаційні, інерційні і відцентрові), величиною робочого тиску (низького тиску до 0,6 МПа, середнього — 0,6-2,5 МПа і високого — понад 2,5 МПа) та кількістю фаз, що розділяються (дво- і трифазні, в останньому випадку, крім розділення нафти і газу, відбувається також відділення від нафти вільної пластової води, яка видобувається попутно з нафтою).

## Основні характеристики
Ефективність сепарації нафти характеризується кількістю крапельної рідини, що виноситься потоком газу з сепаратора, і кількістю газу, що виноситься потоком нафти. Сучасні конструкції забезпечують на кінцевому рівні сепарації вміст крапельної нафти у газі (в середньому) 0,05 кг/м³, газу в нафті 0,5 м3/т.

## Конструкція
Сучасні Н.с. являють собою блочні автоматизовані установки, які характеризуються високою пропускною здатністю, універсальністю, одночасним відділенням від нафти газу та вільної води, використанням ефекту відокремлення газу від нафти в промислових трубопроводах та їх роздільного руху по них. До таких установок належать: сепараційні установки з попереднім відбором газу типу УБС, універсальні газоводосепараційні установки типу УПС (установки попереднього скиду води), блочні сепараційні установки в комплекті з насосами для транспорту рідини типу БН.

### Установки типу УБС
Основними вузлами блочної сепараційної установки типу УБС (рис.1) є пристрій попереднього відбору газу 1, технологічна місткість 2 та виносна газоочисна (краплевловлювальна) секція 3. Похилий трубопровід пристрою 1 розраховується та-ким чином, щоб у ньому відбувався розшарований рух газорідинної суміші, при якому газ скупчується у верхній частині труби і по системі вертикальних відводів надходить на доочистку в краплевловлювач. Це дає змогу збільшити пропускну здатність технологічної місткості, а також зменшити інтенсивність пульсації тиску в промислових трубопроводах, що ведуть до установки УБС. Рідина, яка надходить у технологічну місткість, стікає по системі похилих поличок 4 вниз. Для поліп-шення умов та якості сепарації в нижній частині місткості вмонтовано систему перегородок 5. Газ з місткості 2 надходить у виносну краплевловлювальну секцію, проходить через сітчасті відбійники і направляється далі в систему збору. Нафта, що в невеликій кількості збирається в нижній частині краплевловлювача, через патрубки 6 стікає знову в технологічну місткість. Установки УБС обладнуються комплексом запобіжної та регулювальної апаратури: датчиком граничного верхнього та нижнього рівнів рідини, регуляторами рівня рідини та тиску всередині установки, запобіжним клапаном та електроконтактним манометром. Всього випускається 10 типорозмірів установок УБС з пропускною здатністю рідини від 1500 до 16000 м3/добу і газу від 180 до 19000 тис.м3/добу, розраховані на робочий тиск до 1,6 МПа.

### Установки типу УПС
Установки типу УПС (рис.2) призначені для проведення одночасно процесу сепарації газу, відділення вільної води та оперативного об-ліку продукції свердловин. Горизонтальна місткість такої установки розділена на два відсіки — сепараційний І та відстійний II. Продукція свердловин надходить у сепараційний відсік через нафторозливну поличку 1. Газ з допомогою регулятора рівня рідини 6 відводиться в II відсік і далі йде в газоочисну секцію 3. Рідина за рахунок незначного, до 0,2 МПа, перепаду тиску між двома секціями перетікає по вхідному розподілювачу 2 у відстійну секцію. При цьому вона проходить через краплеутворювач 7, в який може також подаватись гаряча дренажна вода з установки підготовки нафти. Це сприяє зниженню в'язкості водонафтової емульсії, інверсії фаз, збільшенню крапель диспер-сної фази, що полегшує наступний процес водовідділення. Відстояна вода відводиться з установки через перфоровану трубу 5, а нафта — через іншу таку ж трубу 4. Установки типу УПС обладнуються системами регулювання рівня нафта-газ та нафта-вода, регуляторами тиску, датчиками виміру витрати попередньо зневодненої нафти та скинутої води, їхня пропускна здатність рідини коливається від 2000 (УПС2000/6) до 6300 м3/добу (УПС-6300/6М).